# 5 raske piger
5 raske piger – duński film komediowy z 1933 roku w reżyserii A. W. Sandberga z Kariną Bell w roli głównej.

## Obsada
- Karina Bell – Annie From
- Marguerite Viby – Karin From
- Tove Wallenstrøm – Grace From
- Nanna Stenersen – Irene From
- Vesla Stenersen – Maud From
- Frederik Jensen – Steen
- Jonna Neiiendam – Agatha Steen
- Albrecht Schmidt – Sshwartz
- Erling Schroeder – Jørgen Steen
- Angelo Bruun – Sigurd
- Eigil Reimers – Knud
- Helmuth Larsen – Richard
- Per Gundmann – Willy
- Arthur Jensen – Pjevs
- Carl Fisher – Jeppe
- Holger-Madsen – Regissør
- Bjarne Forchhammer – Frantz
- Bjørn Spiro – Påtrængende mand
- Kai Ewans
- Carl Fischer – Jeppe
- Leo Mathisen
- Poul Reichhardt – Mand der bærer køje